# 울루스 광장

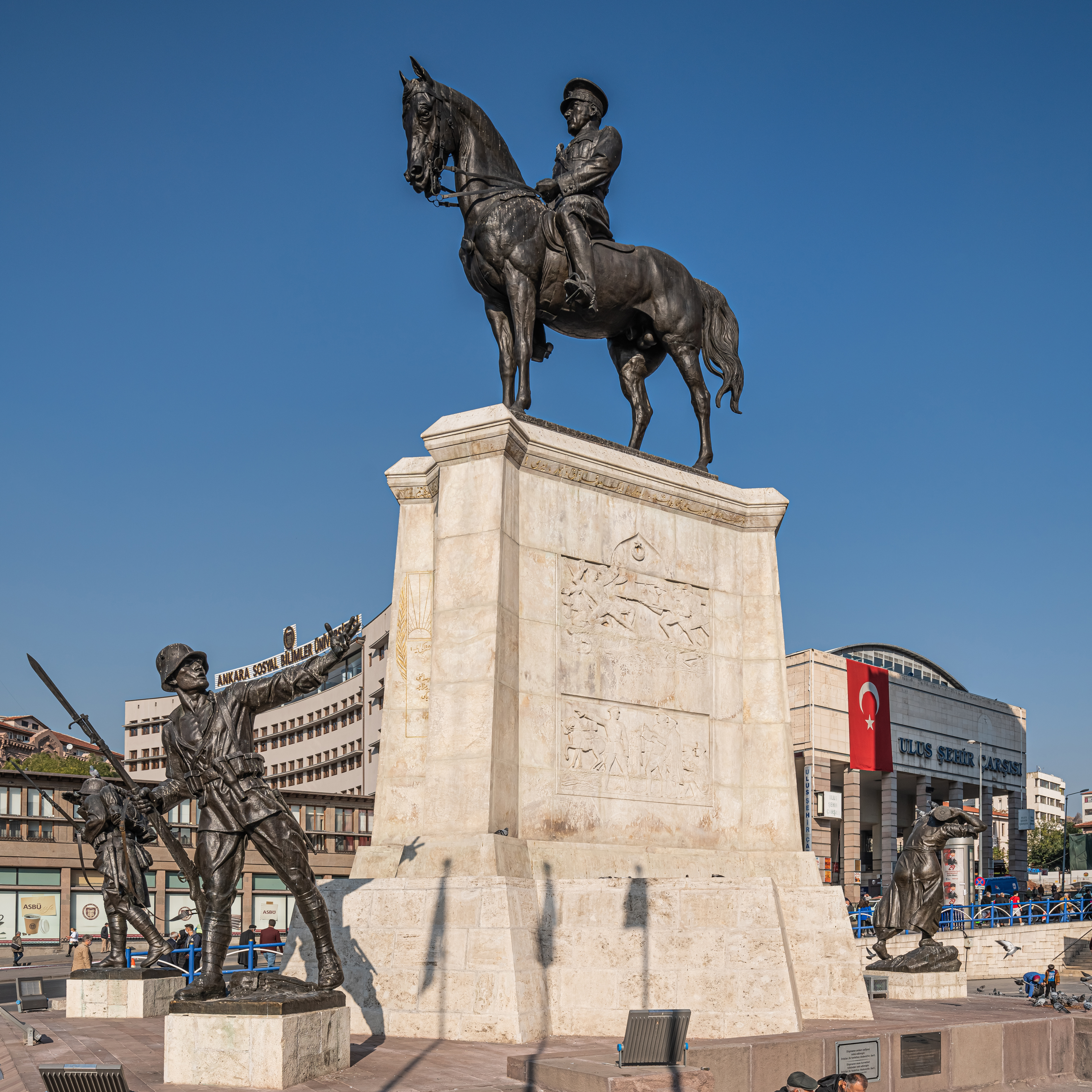
울루스 광장의 무스타파 케말 아타튀르크 동상

울루스 광장(튀르키예어: Ulus Meydanı)은 터키의 수도 앙카라 울루스에 위치한 광장이다. 울루스는 튀르키예어로 국가를 의미한다.

## 지리
울루스 광장은 북위 39° 56′ 30″ 동경 32° 51′ 16″ / 북위 39.94167°  동경 32.85444° 에 위치해 있다.